# Bergeria ornata
Bergeria ornata är en fjärilsart som beskrevs av Sergius G. Kiriakoff 1959. Bergeria ornata ingår i släktet Bergeria och familjen björnspinnare. Inga underarter finns listade i Catalogue of Life.